# Australia na Zimowych Igrzyskach Paraolimpijskich 1992
Australię na Zimowych Igrzyskach Olimpijskich w 1992 roku reprezentowało 5 zawodników w narciarstwie alpejskim. Zdobyli oni łącznie 4 medale (w tym 1 złoty), plasując swój kraj na 12. miejscu w klasyfikacji medalowej.
Był to czwarty występ na zimowej paraolimpiadzie.

## Medaliści

### Złote Medale
| Zawodnik       | Dyscyplina            | Konkurencja           |
| -------------- | --------------------- | --------------------- |
| Michael Milton | Narciarstwo alpejskie | Slalom mężczyzn (LW2) |

### Srebrne medale
| Zawodnik       | Dyscyplina            | Konkurencja                |
| -------------- | --------------------- | -------------------------- |
| Michael Milton | Narciarstwo alpejskie | Supergigant mężczyzn (LW2) |

### Brązowe medale
| Zawodnik       | Dyscyplina            | Konkurencja                 |
| -------------- | --------------------- | --------------------------- |
| David Munk     | Narciarstwo alpejskie | Supergigant mężczyzn (LW11) |
| Michael Norton | Narciarstwo alpejskie | Slalom mężczyzn (LW11)      |

## Wyniki zawodników

### Narciarstwo alpejskie
Objaśnienie kategorii:
- LW2 – osoby stojące; po amputacji kończyny dolnej powyżej kolana
- LW4 – osoby stojące; po amputacji kończyny dolnej poniżej kolana
- LW11 – osoby siedzące; paraliż z dobrze funkcjonującą równowagą w siedzeniu

#### Mężczyźni

##### Osoby stojące
| Zawodnik        | Konkurencja         | Czas    | Pozycja | Źródło |
| --------------- | ------------------- | ------- | ------- | ------ |
| Michael Milton  | Zjazd (LW2)         | 1:17.39 | 7.      | [ 3 ]  |
| Michael Milton  | Slalom gigant (LW2) | 2:28.15 | 4.      | [ 4 ]  |
| Michael Milton  | Supergigant (LW2)   | 1:26.62 | srebro  | [ 5 ]  |
| Michael Milton  | Slalom (LW2)        | 1:14.11 | złoto   | [ 6 ]  |
| Kyrra Grunnsund | Slalom gigant (LW4) | 2:28.29 | 7.      | [ 7 ]  |
| Kyrra Grunnsund | Slalom (LW4)        | 1:25.50 | 8.      | [ 8 ]  |

#### Osoby siedzące
| Zawodnik       | Konkurencja          | Czas    | Pozycja | Źródło |
| -------------- | -------------------- | ------- | ------- | ------ |
| David Munk     | Zjazd (LW11)         | DNF     | DNF     | [ 9 ]  |
| Michael Norton | Zjazd (LW11)         | DNF     | DNF     | [ 9 ]  |
| Rod Hacon      | Slalom gigant (LW11) | DNF     | DNF     | [ 10 ] |
| David Munk     | Slalom gigant (LW11) | DNF     | DNF     | [ 10 ] |
| David Munk     | Supergigant (LW11)   | 1:39.67 | brąz    | [ 11 ] |
| Michael Norton | Slalom (LW11)        | 1:55.68 | brąz    | [ 12 ] |
| Rod Hacon      | Slalom (LW11)        | DNF     | DNF     | [ 12 ] |